# Karl Minning
Karl Minning (* 27. April 1889 in Köslin, Pommern; † 24. April 1972 in Berlin) war ein deutscher Politiker (SPD).
Karl Minning besuchte eine Volksschule und arbeitete als Fräser in der Metallindustrie. 1909 trat er der Gewerkschaft bei und ein Jahr später auch der SPD. Im Ersten Weltkrieg wurde er 1915 zu einem in Neusalz aufgestellten Reserve-Infanterie-Regiment einberufen und kämpfte an der Westfront unter anderem bei Verdun, in Lothringen und in der Champagne, bis er im Sommer 1916 in französische Kriegsgefangenschaft geriet. Nach seiner Rückkehr machte er eine kaufmännische Lehre und arbeitete als Angestellter bei der Berliner BEWAG. Nach der „Machtergreifung“ der Nationalsozialisten wurde Minning 1933 aus politischen Gründen entlassen.
Nach dem Zweiten Weltkrieg arbeitete Minning wieder bei der BEWAG. Da Walter Wüst (1896–1965) weiterhin als Bezirksstadtrat im Bezirk Wedding tätig war, konnte Minning im Mai 1951 in das Abgeordnetenhaus von Berlin nachrücken. Auch bei der folgenden Wahl 1954 rückte er zwei Monate später erneut für Walter Wüst in das Parlament nach.